# Ngân hàng giám sát
Ngân hàng giám sát, hoặc đơn giản là Người giám sát, là một tổ chức tài chính chuyên bảo vệ tài sản tài chính của một cá nhân hoặc của công ty và không được tham gia vào những dịch vụ như các ngân hàng thương mại "truyền thống" thương mại hoặc tiêu dùng / ngân hàng bán lẻ như thế chấp, cho vay cá nhân, ngân hàng chi nhánh, tài khoản cá nhân, Máy rút tiền tự động (ATM) và vv. Vai trò của người giám sát trong trường hợp như vậy sẽ là:
- giữ an toàn tài sản / chứng khoán như cổ phiếu, trái phiếu, hàng hóa như kim loại quý và tiền tệ (tiền mặt), trong và ngoài nước
- sắp xếp giải quyết mọi giao dịch mua bán và chuyển giao vào/ra các chứng khoán và tiền tệ đó
- thu thập thông tin thu nhập từ các tài sản đó (cổ tức trong trường hợp cổ phiếu và coupon (thanh toán lãi) trong trường hợp trái phiếu) và quản lý các tài liệu khấu trừ thuế liên quan và khai thuế nước ngoài
- điều hành các hành động tự nguyện và không tự nguyện của công ty về chứng khoán mà công ty nắm giữ như cổ tức cổ phiếu, chia tách cổ phiếu, kết hợp kinh doanh (sáp nhập), chào mua, gọi vốn trái phiếu, v.v.
- cung cấp thông tin về chứng khoán và tổ chức phát hành như các cuộc họp chung hàng năm và các ủy quyền liên quan
- duy trì tiền tệ / tài khoản ngân hàng tiền mặt, tác động việc gửi tiền, rút tiền và quản lý các giao dịch tiền mặt khác
- thực hiện giao dịch ngoại hối
- thường thực hiện các dịch vụ bổ sung cho các khách hàng cụ thể như quỹ tương hỗ; ví dụ bao gồm dịch vụ kế toán quỹ, hành chính, pháp lý, tuân thủ và hỗ trợ thuế

Theo định nghĩa của Hoa Kỳ, một người sở hữu street name secirities  và không phải là thành viên của một sàn giao dịch, nắm giữ chứng khoán thông qua chuỗi đăng ký liên quan đến một hoặc nhiều người giám sát. Điều này là do tính không thực tế của việc đăng ký chứng khoán được giao dịch dưới tên của từng chủ sở hữu; thay vào đó, người giám sát hoặc người giám sát được đăng ký làm chủ sở hữu và nắm giữ chứng khoán theo sự sắp xếp ủy thác cho những chủ sở hữu bảo mật cuối cùng. Tuy nhiên, chủ sở hữu bảo mật cuối cùng vẫn là chủ sở hữu hợp pháp của chứng khoán. Họ không chỉ đơn thuần là người thụ hưởng của người giám hộ như một người được ủy thác. Người giám sát không trở thành chủ sở hữu của chứng khoán tại bất kỳ thời điểm nào, mà chỉ là một phần của chuỗi đăng ký liên kết các chủ sở hữu với chứng khoán. Thực tiễn bảo vệ chứng khoán toàn cầu thay đổi đáng kể ở các thị trường như Anh, Úc và Nam Phi, khuyến khích các tài khoản chứng khoán được chỉ định cho phép nhận dạng cổ đông của các công ty.
Định nghĩa về "cổ đông" thường được duy trì bởi luật doanh nghiệp thay vì luật chứng khoán. Vai trò của những người giám sát (có thể hoặc không được thực thi theo quy định về chứng khoán) là tạo điều kiện cho việc thực hiện quyền sở hữu cổ phần, ví dụ và xử lý cổ tức và các khoản thanh toán khác, hành động của công ty, chia tiền cổ phiếu hoặc chia cổ phiếu ngược,  chức năng bỏ phiếu trong đại hội thường niên (AGM) của công ty, thông tin và báo cáo được gửi từ công ty, v.v. Mức độ mà các dịch vụ này được cho phép là một phần trong thỏa thuận với khách hàng cùng với các quy tắc, quy định và luật pháp thị trường có liên quan.
Các ngân hàng giám sát thường được gọi là người giám sát toàn cầu nếu họ giữ tài sản cho khách hàng của mình ở nhiều khu vực pháp lý trên toàn thế giới, sử dụng các chi nhánh địa phương của họ hoặc các ngân hàng giám sát địa phương khác ("tiểu giám sát" hoặc "ngân hàng đại lý") để mở rộng "mạng lưới toàn cầu" của họ ở mỗi thị trường nhằm giữ tài khoản cho các khách hàng tương ứng của họ. Các tài sản được tổ chức theo cách như vậy thường thuộc sở hữu của các tổ chức lớn hơn với số lượng đầu tư đáng kể như ngân hàng, công ty bảo hiểm, quỹ tương hỗ, quỹ phòng hộ và quỹ hưu trí.
Tính đến năm 2018, 4 ngân hàng giám sát lớn nhất thế giới là:
1. State Street Bank and Trust Company
2. The Bank of New York Mellon
3. JPMorgan Chase
4. Citigroup

## Công cụ lưu ký
Liên quan đến Chứng chỉ tin thác mỹ (ADRs), một ngân hàng giám sát địa phương (còn được gọi là một tiểu giám sát hoặc ngân hàng đại lý) là một ngân hàng ở một quốc gia bên ngoài nước Mỹ chứa số  lượng cổ phiếu tương ứng trên thị trường chứng khoán ở nước đó đại diện bởi một giao dịch ADR ở Hoa Kỳ, với mỗi bội số đại diện cho bộ số cổ phần nước ngoài cơ bản. Bội số này cho phép các ADR sở hữu giá trên mỗi cổ phiếu theo quy ước ở thị trường Mỹ (thường từ 20 đến 50 đô la mỗi cổ phiếu) ngay cả khi giá của cổ phiếu nước ngoài là không theo quy ước khi chuyển đổi trực tiếp sang đô la Mỹ. Ngân hàng này đóng vai trò là ngân hàng giám sát cho công ty phát hành ADR trong chứng khoán Mỹ.

## Danh sách các ngân hàng giám sát
Các công ty sau đây cung cấp dịch vụ ngân hàng giám sát:
- Attijariwafa Bank
- Banco de Oro Unibank
- Bank of America
- Bank of China (Hong Kong) Limited
- Bank of Ireland Securities Services
- Bank of New York Mellon
- Barclays
- BBVA Compass
- BNP Paribas Securities Services
- Brown Brothers Harriman
- CACEIS
- CIBC Mellon
- Citigroup
- Clearstream
- Comerica Bank
- Credit Suisse
- Deutsche Bank
- Danske Bank
- Estrategia Investimentos
- E.SUN Commercial Bank
- Euroclear
- Fifth Third Bank
- Goldman Sachs
- HDFC Bank
- Huntington National Bank
- HSBC
- ICBC
- ICICI Bank
- Japan Trustee Services Bank
- JPMorgan Chase
- Kasbank N.V.
- KeyBank
- LBBW
- Maybank
- Mega International Commercial Bank
- Mitsubishi UFJ Trust and Banking Corporation
- Morgan Stanley Smith Barney
- NAB
- National Bank of Abu Dhabi
- Northern Trust
- PT. Bank Central Asia, Tbk.
- Qatar National Bank
- RBC Investor Services
- Société Générale Securities Services
- Standard Bank
- Standard Chartered Bank
- State Bank of India
- State Street Bank &amp; Trust
- Stock Holding Corporation Of India Limited
- The Master Trust Bank of Japan
- Trust &amp; Custody Services Bank
- Mauritius Commercial Bank
- U.S. Bank
- UBS
- UMB Bank
- UniCredit
- Union Bank N.A.
- Vontobel
- Wells Fargo Bank

## Người giám sát tài khoản hưu trí tự định hướng (Hoa Kỳ)
Theo Bộ luật Thu nhập Nội bộ (IRC) tại Hoa Kỳ, các tài khoản hưu trí khác nhau như: IRA truyền thống, Roth IRA, SEP IRA hoặc tài khoản kế hoạch 401k yêu cầu người ủy thác đủ điều kiện hoặc người giám sát, thay mặt chủ sở hữu IRA giữ tài sản IRA. Người ủy thác / người giám sát cung cấp quyền giám hộ tài sản, xử lý tất cả các giao dịch, duy trì các hồ sơ khác liên quan đến họ, nộp các báo cáo IRS cần thiết, đưa ra các tuyên bố của khách hàng, giúp khách hàng hiểu các quy tắc và quy định liên quan đến một số giao dịch bị cấm và thực hiện các nghĩa vụ hành chính khác thay mặt chủ tài khoản hưu trí tự định hướng.
Người giám sát tài khoản hưu trí tự định hướng (còn được gọi là "người giám sát IRA tự định hướng" hoặc "người giám sát 401k tự định hướng") không nên nhầm lẫn với ngân hàng giám sát, nơi cung cấp nghiêm ngặt việc bảo vệ chứng khoán. Mặc dù người giám sát tài khoản hưu trí tự định hướng có thể cung cấp quyền giám hộ cho chứng khoán, nhưng thông thường, nó sẽ chuyên về tài sản không bảo đảm hoặc đầu tư thay thế. Ví dụ về các khoản đầu tư thay thế sẽ là: Bất động sản, kim loại quý, thế chấp tư nhân, cổ phiếu công ty tư nhân, LP dầu khí, ngựa và sở hữu trí tuệ. Các loại tài sản này yêu cầu chuyên môn hóa về phía người giám sát do sự phức tạp của tài liệu cần có để giữ các khoản đầu tư thay thế tuân thủ IRC.

## Người giám sát quỹ tương hỗ
Người giám sát quỹ tương hỗ thường là một ngân hàng giám sát hoặc công ty ủy thác (một loại tổ chức tài chính đặc biệt được quy định như "ngân hàng") hoặc tổ chức tài chính tương tự chịu trách nhiệm nắm giữ và bảo vệ các chứng khoán thuộc sở hữu của một quỹ tương hỗ. Người giám sát của quỹ tương hỗ cũng có thể đóng vai trò là một hoặc nhiều đại lý dịch vụ cho quỹ tương hỗ như là kế toán quỹ, quản trị viên và/hoặc đại lý chuyển nhượng duy trì hồ sơ cổ đông và giải ngân cổ tức định kỳ hoặc lãi vốn, nếu có, được phân phối bởi quỹ. Phần lớn các quỹ sử dụng người giám sát bên thứ ba theo yêu cầu của quy định của SEC để tránh các quy tắc và yêu cầu phức tạp về tự giám sát.
Tuy nhiên, một người giám sát tài khoản hưu trí quỹ tương hỗ (IRA, SEP, v.v.) thường là quản trị viên kế hoạch và người ghi chép như đã nên trên, có thể không nhất thiết phải là cùng một tổ chức cung cấp dịch vụ lưu ký cho các khoản đầu tư của quỹ chung.